# А група 1989/90
Сезон 1989/90 е 66-ото издание на най-горната дивизия в българския шампионат по футбол. Групата е съставена от 16 отбора, играе се всеки срещу всеки в две срещи на разменено гостуване. За победа се начисляват 2 точки, за равенство 1, а за загуба не се начисляват точки. Отборите заели последните три места отпадат в Б група. Новите отбори в групата са Черноморец (Бургас) и Хебър (Пазарджик). Актуален шампион е ЦСКА (София).

## Любопитни факти
- Грандовете ЦСКА и Левски започват сезона с имената „Средец“ и „Витоша“, но връщат традиционните си названия в средата на ноември 1989 г., дни след падането от власт на Тодор Живков.
- На 2 декември 1989 г. в двубоя Хебър–Локомотив (Пд) на терена се появява първия чужденец в най-новата история на родното ни първенство. Азерът Сейран Осипов носи екипа на домакините. Той преминава в Пазарджик по линия на побратимяването на града със Ставропол. През пролетния полусезон пък в Етър играе украинецът Иван Шарий.
- Христо Стоичков поставя неподобрен рекорд за най-много голове в рамките на един сезон в А група – 38. По време на есенното дерби с Левски отбелязва 4 гола за победата с 5:0, а през пролетта излиза срещу „сините“ с фланелка с №4 на гърба.

## Класиране
| Отбор | Отбор                    | М  | П  | Р  | З  | Г.Р.  | Г.Р. | Т  |
| ----- | ------------------------ | -- | -- | -- | -- | ----- | ---- | -- |
| 1     | ЦСКА (София) (ш)         | 30 | 18 | 9  | 3  | 85:30 | +50  | 45 |
| 2     | Славия (София)           | 30 | 13 | 10 | 7  | 37:29 | +8   | 36 |
| 3     | Етър (Велико Търново)    | 30 | 14 | 7  | 9  | 51:32 | +19  | 35 |
| 4     | Левски (София)           | 30 | 12 | 11 | 7  | 57:39 | +18  | 35 |
| 5     | Локомотив (София)        | 30 | 15 | 5  | 10 | 53:40 | +13  | 35 |
| 6     | Пирин (Благоевград)      | 30 | 13 | 8  | 9  | 46:32 | +14  | 34 |
| 7     | Ботев (Пловдив)          | 30 | 15 | 3  | 12 | 43:39 | +4   | 33 |
| 8     | Локомотив (Г. Оряховица) | 30 | 11 | 8  | 11 | 28:32 | -4   | 30 |
| 9     | Сливен                   | 30 | 12 | 5  | 13 | 41:44 | -3   | 29 |
| 10    | Берое (Стара Загора)     | 30 | 10 | 9  | 11 | 43:48 | -5   | 29 |
| 11    | Черноморец (Бургас) (н)  | 30 | 11 | 7  | 12 | 36:41 | -5   | 29 |
| 12    | Дунав (Русе)             | 30 | 9  | 9  | 12 | 30:38 | -8   | 27 |
| 13    | Локомотив (Пловдив)      | 30 | 9  | 9  | 12 | 30:47 | -17  | 27 |
| 14    | Хебър (Пазарджик) (н)    | 30 | 10 | 5  | 15 | 29:43 | -14  | 25 |
| 15    | Черно море (Варна)       | 30 | 6  | 4  | 20 | 28:63 | -35  | 16 |
| 16    | Ботев (Враца)            | 30 | 5  | 5  | 20 | 25:65 | -40  | 15 |

- – След 10 ноември 1989 г. някои от отборите си сменят или си връщат старите имена. През сезон 1989/90 ЦФКА Средец (София) променя името си на ЦСКА, Витоша (София) – на Левски (след XII кръг), Тракия (Пловдив) – на Ботев (след XIV кръг), а на полусезона Враца (Враца) връща името си Ботев.

## Голмайстори
|    | Футболист        | Отбор                 | Голове |
| -- | ---------------- | --------------------- | ------ |
| 1. | Христо Стоичков  | ЦСКА (София)          | 38     |
| 2. | Петър Михтарски  | Левски (София)        | 24     |
| 3. | Гошо Петков      | Локомотив (София)     | 17     |
| 4. | Йордан Лечков    | Сливен                | 16     |
| 5. | Валентин Станчев | Ботев (Враца)         | 15     |
| 6. | Антим Пехливанов | Ботев (Пловдив)       | 13     |
| 6. | Николай Петрунов | Пирин (Благоевград)   | 13     |
| 8. | Любослав Пенев   | ЦСКА (София)          | 12     |
| 9. | Бончо Генчев     | Етър (Велико Търново) | 11     |
| 9. | Георги Димитров  | Локомотив (Пловдив)   | 11     |
| 9. | Йордан Боздански | Пирин (Благоевград)   | 11     |

## Състав на шампиона ЦСКА (София)
Преди началото на сезона в състава на ЦСКА има сериозни промени, най-вече в дефанзивен план. Почти цялата защитна линия на „армейците“ на практика е подменена. Капитанът Георги Димитров – Джеки преминава в Славия, а Недялко Младенов и Красимир Безински са трансферирани в чужбина, съответно във френския Гингам и португалския Портимоненсе. На техните места са привлечени Димитър Младенов от Ботев (Пловдив), Емил Димитров от Етър и Мариус Уруков от Спартак (Плевен). Една промяна има и в халфовата линия – Лъчезар Танев облича екипа на португалския Шавеш, а за да засили конкуренцията е взет Марин Бакалов от Ботев.
След първите 6 кръга от сезона ЦСКА остава без един от голямото си трио в атака. След като отбелязва 12 гола в 6 мача таранът Любослав Пенев е продаден на испанския Валенсия за 900 000 долара. До края на кампанията треньорът Димитър Пенев използва различни изпълнители на върха на атаката, най-често универсалният Петър Витанов или Дончо Донев. В няколко мача обаче като таран действа и голямата звезда Христо Стоичков. Иначе той играе традиционно в лявата част на нападението, а вдясно е Емил Костадинов. Халфовата линия на „армейците“ през сезона е изградена най-често от Георги Георгиев, Бакалов и Костадин Янчев.
| Футболист        | Пост           | Мачове | Голове |
| ---------------- | -------------- | ------ | ------ |
| Илия Вълов       | Вратар         | 23     | 0      |
| Румен Апостолов  | Вратар         | 9      | 0      |
| Трифон Иванов    | Защитник       | 28     | 3      |
| Мариус Уруков    | Защитник       | 28     | 1      |
| Емил Димитров    | Защитник       | 28     | 1      |
| Димитър Младенов | Защитник       | 27     | 1      |
| Стефан Бачев     | Защитник       | 18     | 0      |
| Костадин Янчев   | Полузащитник   | 27     | 0      |
| Марин Бакалов    | Полузащитник   | 26     | 5      |
| Георги Георгиев  | Полузащитник   | 26     | 5      |
| Ивайло Киров     | Полузащитник   | 15     | 4      |
| Славчо Илиев     | Полузащитник   | 7      | 0      |
| Викторио Павлов  | Полузащитник   | 3      | 1      |
| Христо Стоичков  | Нападател      | 30     | 38     |
| Емил Костадинов  | Нападател      | 26     | 6      |
| Петър Витанов    | Нападател      | 22     | 3      |
| Дончо Донев      | Нападател      | 16     | 4      |
| Любослав Пенев   | Нападател      | 6      | 12     |
| Румен Стоянов    | Нападател      | 3      | 0      |
| Димитър Пенев    | Старши треньор |        |        |